# Chelbaskaya
Chelbaskaya (del ruso: ) es una stanitsa del raión de Kanevskaya del krai de Krasnodar, en Rusia. Está situada a orillas del Sredni Chelbas, tributario del Chelbas, 33 km al este de Kanevskaya y 107 km al nordeste de Krasnodar, la capital del krai. Tenía 6 930 habitantes en 2010.
Es cabeza del municipio Chelbaskoye, del forma parte el posiólok Vesioli.

## Historia
La localidad fue fundada en 1885 por cosacos venidos de Poltava y Chernígov, y campesinos de Rusia central. El 3 de octubre de 1887 fue designada stanitsa. A finales del siglo XIX-principios del siglo XX tenía 4 643 habitantes. El 12 de febrero de 1918 fue establecido el poder soviético. En 1930 se estableció el koljós Selmashtrói (Сельмашстрой). Fue ocupada durante la Gran Guerra Patria entre agosto de 1942 y febrero de 1943.

## Demografía
| 2002  | 2010  |
| ----- | ----- |
| 6 990 | 6 930 |

### Composición étnica
De los 6 990 habitantes que tenía en 2002, el 93.7 % era de etnia rusa, el 1.9 % era de etnia ucraniana, el 1.4 % era de etnia armenia, 0.7 % era de etnia gitana, el 0.3 % era de etnia georgiana, el 0.3 % era de etnia tártara, el 0.3 % era de etnia griega, 0.2 % era de etnia bielorrusa, el 0.1 % era de etnia azerí y el 0.1 % era de etnia alemana

## Lugares de interés
En el centro de la stanitsa se encuentra el edificio de la escuela construido en 1911.
Al este, en ambas orillas del río se encuentra una plantación forestal, Chelbaski les. Raspolagayetsia (Челбасский лес. Располагается), que ocupa 1 450 ha en la que se halla Vesioli, iniciada a principios del siglo XX (1904) por Nikolái Stepánov, profesor. Ha sido explotado para la silvicultura y actualmente es un lugar turístico y de recreo al nivel del distrito.